# Rebecca Simonsson
Rebecca Stella Dion, ursprungligen Simonsson, född 29 september 1985 i Angereds församling, Göteborgs och Bohus län, är en svensk bloggare, programledare, designer och tidigare utvikningsmodell.

## Musik
Rebecca Stellas genombrott kom när hon blev medlem i dansgruppen Sunblock. Hon har bland annat varit med i tidskrifter som GQ och FHM samt i tidningen The Sun. Som bäst låg Sunblock topp 10 på Englandslistan. Sunblock var nominerade till en Grammis för Årets klubb/dans.
År 2010 gav Stella ut sin första singel som soloartist, låten "Swag in a Bag". I april 2012 kom hennes andra singel "Give Me That O" som släpptes på Ultra Records, producerad av Cutfather.

## Mode- och skönhetssamarbeten
Rebecca Stella har hittills släppt sex klädkollektioner för Nelly.com. Samarbetet går under namnet "Rebecca Stella for Nelly". I april 2012 släppte även Simonsson en kollektion för klädkedjan Solo.
Hon har kallats "Sveriges bäst klädda kvinna" av tidningen S samt "Årets fashionista 2013" av tidningen Chic och Finest. Hon har även varit nominerad till årets fashionista av flera tidningar såsom Chic, och Veckorevyn.
Hon har tidigare varit ansikte utåt för Thierry Muglers parfym Womanity.

## Rebecca Stella Beauty
Rebecca Stella startade sitt eget skönhets- och hudmärke. Hennes produkter är veganska och utveckling och framställning sker, precis som med alla andra kosmetiska och hygieniska produkter som säljs i EU, utan plågsamma djurförsök. Bland produkterna finns parfym, läppennor och återfuktande produkter.

## Media
Rebecca Stella var år 2012 programledare för Project Runway Sveriges eftersnack på TV3. Rebecca Stella har även medverkat i program som Vakna med The Voice, Stylisterna, Extra! Extra!, Co. Hanna o Amanda, Hasselhoff – en svensk talkshow och Renées Rubriker.
Rebecca Stella var år 2013 programledare för Studio Paradise tillsammans med Salvatore Scappini. År 2017 var hon programledare i höstens säsong av Paradise Hotel på TV3 och fortsatte vara det år 2019 och 2020 samt i programmets comeback 2024.
Hon var med i Let's Dance år 2015 och dansade med Alexander Svanberg men åkte ut först av alla deltagare.

## Övrigt
Rebecca Stella har tidigare arbetat som nattklubbschef i fyra år för bland annat Sturekompaniet, Spybar (Humlegården), Wall & Hell's Kitchen. Hells Kitchen nominerades till Stockholmspriset "Årets Klubb 2009" (Nöjesguiden).